# Matthias Granzow-Emden
Matthias Granzow-Emden (* 1967) ist ein deutscher Fachdidaktiker.

## Leben
Von 1986 bis 1991 studierte er die Fächer Pädagogik, Deutsch, Bildende Kunst und Musik an der PH Ludwigsburg (erste Staatsprüfung für das Lehramt an Realschulen). Von 1992 bis 1993 absolvierte er den Vorbereitungsdienst (zweite Staatsprüfung für das Lehramt an Realschulen). Nach der Promotion 2001 war er von 2002 bis 2007 wissenschaftlicher Mitarbeiter an der PH Heidelberg. Seit 2008 ist er Professor für Didaktik der deutschen Sprache am Institut für Germanistik an der Universität Potsdam.
Seine Forschungsschwerpunkte sind grammatische Modellbildung (Konzeption einer schultauglichen Grammatik sowohl für die Ausbildung von Lehramtsstudierenden als auch für den schulischen Unterricht/Didaktisierung von Grammatiktheorien mit funktional-pragmatischer Ausrichtung) und Sprachbewusstheit (Entwicklung konzeptioneller Schriftlichkeit: Sprachstrukturen und Denkstrukturen/gemeinsame unterrichtliche Förderung von Kindern und Jugendlichen mit und ohne Migrationshintergrund).